# Transfert.net
Transfert.net est une entreprise associant à l'origine un site Web et un magazine mensuel sur l'impact de la révolution technologique sur la société, créé en 1998 par Christophe Agnus.
Considéré comme un laboratoire de la presse en ligne, Transfert a été décrit comme le "Wired français" par Le Nouvel Observateur. C'était la première rédaction bimédia de la presse française, et la première fois qu'un magazine se lançait d'entrée avec un site Web.
En juin 2000, l'entreprise annonce une levée de fonds de 10 millions de francs auprès de la Société Financière des Cinq (FD5).
Transfert dépasse les 2 millions de pages vues, les 300 000 visiteurs uniques et les 32 000 abonnés à ses newsletters à la fin 2000.
Vendu en octobre 2001 à L'Île des Médias, le site est relancé en avril 2003 par l'association Transfert 2, créée par d'anciens salariés de Transfert.net. Il a été mis en sommeil en décembre 2003.